# Duilio Marzio

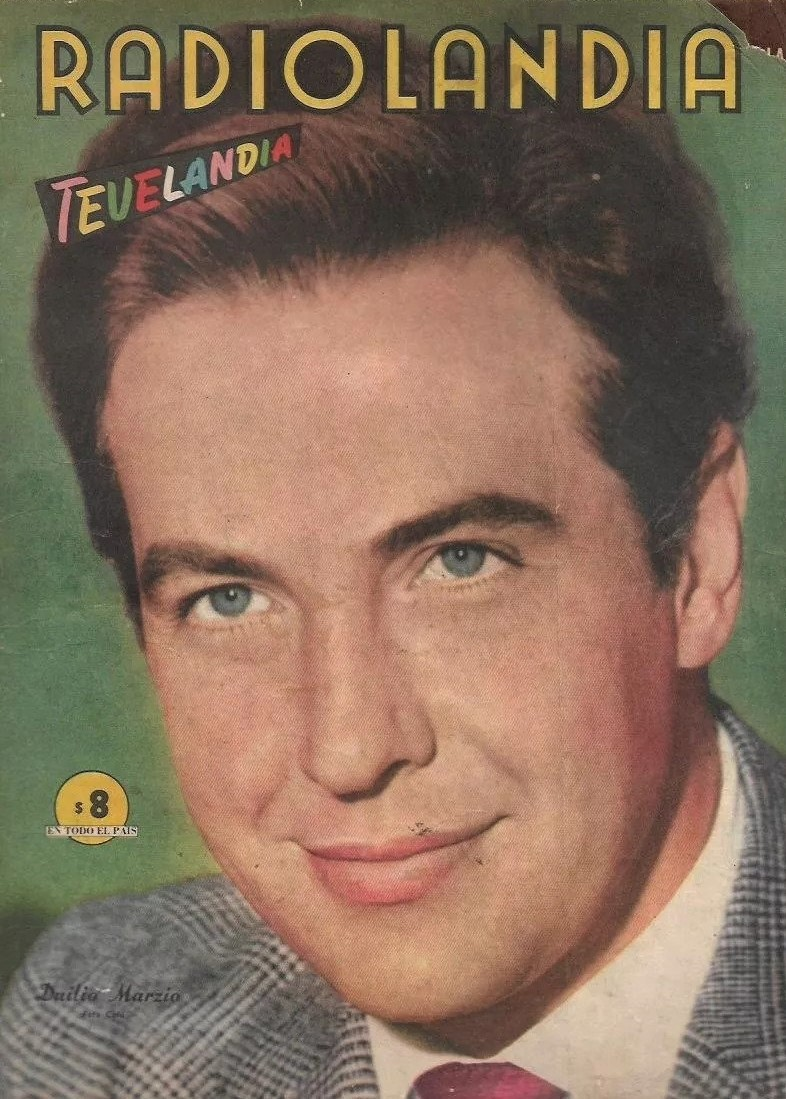
Duilio Marzio (1961)

Duilio Marzio (Buenos Aires, 27 de noviembre de 1923 - Buenos Aires, 25 de julio de 2013)fue un actor argentino de larga trayectoria y destacada actuación en cine y teatro e incursiones en televisión. Cubriendo más de medio siglo de permanencia en los medios artísticos, su actividad contempló el estudio actoral, el trabajo en cine, teatro y televisión y una fuerte labor sindical.

## Carrera
Nacido Duilio Bruno Perruccio La Stella —hijo de inmigrantes sicilianos y proveniente de una familia ligada a la música— inició su carrera en la década de 1940 integrando la Jazz San Francisco con el seudónimo de Alan Warren. Luego integró un elenco experimental universitario. Mientras estudiaba Derecho en la Universidad de Buenos Aires y trabajaba en un estudio jurídico, se inscribió en un curso que dictaba el catalán Antonio Cunill Cabanellas, donde también estudiaba Pepe Soriano.
Inició su carrera cinematográfica con un pequeño papel en Fin de mes (1953), filme dirigido por Enrique Cahen Salaberry. Al siguiente año, Leopoldo Torre Nilsson lo convocó para participar en Días de odio (1954) y La Tigra (1954).
Continuó sus pasos en El amor nunca muere (1955), donde actuó junto a Zully Moreno. Tres años más tarde ya comenzaba a ser reconocido a través de reconocimientos oficiales, recibiendo un premio como Mejor Actor de Reparto por su labor en El jefe (1958), donde actuó con Alberto de Mendoza y Orestes Caviglia, y por El candidato (1959), en la cual actuó junto a Alfredo Alcón y Olga Zubarry. En 1958 rodó En la ardiente oscuridad de Daniel Tinayre junto a Mirtha Legrand, Lautaro Murúa, Élida Gay Palmer, María Vaner, Leonardo Favio y Luisa Vehil. En 1959, junto a Elsa Daniel y Lautaro Murúa, actuó en La caída, filme dirigido por Leopoldo Torre Nilsson a partir de la novela homónima de Beatriz Guido. 
Su carrera en el cine continuó a lo largo de las décadas, llegando a participar en alrededor de 40 películas. Entre sus trabajos, se destacó notablemente en Paula cautiva (1963), filme que coprotagonizó junto a Susana Freyre bajo la dirección Fernando Ayala. Asimismo, llegó a rodar en el extranjero La espada de Ivanhoe, la cual estrenó en Italia en 1965 mientras que en Argentina se mantuvo inédita.
A lo largo de dos períodos consecutivos, desde 1964 hasta 1968, dirigió la Asociación Argentina de Actores. Luego, en 1989, volvería a ser reelecto en una tercera ocación.
Durante 1973 vivió en Estados Unidos, donde tomó 400 clases de actuación con Lee Strasberg —quien lo invitó personalmente a formarse con él— y realizó giras por las universidades con unipersonales.
En teatro actuó en La gata sobre el tejado de zinc (1956), pieza que lo consagraría como actor; Gigí (1957) con Susana Freyre; Indiscreta (1958), bajo la dirección de Luis Sandrini en el Teatro Empire; Mi adorado embustero (1960) con Graciela Borges; Mi bella dama (My Fair Lady, 1961) con Beatriz Bonnet; Trampa para un hombre solo (1961), con la dirección del español José Osuna en el Teatro Empire; Un domingo en Nueva York (Sunday in New York, 1962), con dirección de Fernando Ayala en el Teatro Buenos Aires; Becket. El honor de Dios (1963), con Lautaro Murúa y Norma Aleandro en el Teatro San Martín; El proceso de Mary Dugan (1966), con dirección de Daniel Tinayre en el Teatro Cómico; La real cacería del sol (1967), dirigida por Lautaro Murúa en el Teatro San Martín; Plaza Suite (1969), dirigida por Alejandro Doria en el Teatro Ateneo; Luz de gas (1971) y La escalera (1971), ambas obras dirigidas por Marcelo Lavalle en el Teatro Liceo; Equus (1976) con Miguel Ángel Solá, cuya actuación pasaría a consagrarlo como actor; Al fin y al cabo es mi vida (1980), dirigida por Agustín Alezzo; entre otras.
También participó en televisión en ciclos como Show Rambler, Alta comedia, Las chicas, A orillas del gran silencio, Malevo, Navidad en el año 2000, Los cien días de Ana, Una voz en el teléfono y Corazones de fuego, entre otros. 
Tras un largo paréntesis regresó al teatro con la obra Borges y Perón, por la que ganó los premios María Guerrero, Trinidad Guevara, Florencio Sánchez y ACE al Mejor Actor Dramático de 1998.
En 2003 la Asociación de Cronistas Cinematográficos de la Argentina le entregó el Premio Cóndor de Plata a la trayectoria.
En 2006 actuó en el filme Las manos de Alejandro Doria y protagonizó Ohio Impromptu, obra dirigida por Patricio Orozco y estrenada en la primera edición del Festival Beckett Buenos Aires.Su papel protagónico le valió la nominación a los premios ACE en la terna de Mejor Actor de Teatro Off.
Sus últimos trabajos actorales fueron en la película Silencios (Mercedes García Guevara, 2009) y en la obra El último encuentro (2009, Teatro La Comedia), en la que actuó junto a Hilda Bernard y Fernando Heredia y por la cual recibió el premio ACE al Mejor Actor de 2009.
Duilio Marzio falleció el 25 de julio de 2013 a la edad de 89 años en Buenos Aires, a causa de un paro cardiorrespiratorio. En el mes de junio el actor había sido sometido a un bypass coronario con resultados satisfactorios. Sus restos descansan en el Panteón de la Asociación Argentina de Actores del Cementerio de la Chacarita.

## Filmografía
- Fin de mes (1953). Dirección: Enrique Cahen.
- Días de odio (1954). Dirección: Leopoldo Torre Nilsson.
- La Tigra (1954). Dirección: Leopoldo Torre Nilsson.
- Ayer fue primavera (1955). Dirección: Fernando Ayala.
- La Tierra del Fuego se apaga (1955). Dirección: Emilio Fernández.
- El curandero (1955). Dirección: Mario Soffici.
- El amor nunca muere (1955). Dirección: Luis César Amadori.
- Sinfonía de juventud (1955). Dirección: Oscar Carchano.
- Marta Ferrari (1956). Dirección: Julio Saraceni.
- Surcos en el mar (1956). Dirección: Kurt Land.
- Edad difícil (1956). Dirección: Leopoldo Torres Ríos.
- Continente blanco (1957). Dirección: Bernard Roland.
- Todo sea para bien (1957). Dirección: Carlos Rinaldi.
- El jefe (1958). Dirección: Fernando Ayala.
- En la ardiente oscuridad (1958). Dirección: Daniel Tinayre.
- El candidato (1959). Dirección: Fernando Ayala.
- La caída (1959). Dirección: Leopoldo Torre Nilsson.
- Sábado a la noche, cine (1960). Dirección: Fernando Ayala.
- Plaza Huincul (Pozo uno) (1960). Dirección: Lucas Demare.
- Un guapo del 900 (1960). Dirección: Leopoldo Torre Nilsson.
- Operación "G" (1962). Dirección: Ralph Pappier.
- Huis Clos (A puerta cerrada) (1962). Dirección: Pedro Escudero.
- Paula cautiva (1963). Dirección: Fernando Ayala.
- Extraña ternura (1964). Dirección: Daniel Tinayre.
- Primero yo (1964). Dirección: Fernando Ayala.
- Rivinchita di Ivanhoe (1965, inédita en Argentina). Dirección: Tanio Boccia.
- Turismo de carretera (1968). Dirección: Rodolfo Kuhn.
- El fuego del pecado (1974). Dirección: Bernardo Arias.
- La Raulito (1975). Dirección: Lautaro Murúa.
- Pobre mariposa (1986). Dirección: Raúl de la Torre.
- Matar es morir un poco (1988, inédita). Dirección: Héctor Olivera.
- Guerreros y cautivas (1989). Dirección: Edgardo Cozarinsky.
- La peste (1992). Dirección: Luis Puenzo.
- La sombra de Jennifer (2004). Dirección: Daniel de la Vega y Pablo Parés.
- Las manos (2006). Dirección: Alejandro Doria.
- Tres pájaros (2006). Dirección: Carlos Jaureguialzo.
- ¿De quién es el portaligas? (2007). Dirección: Fito Páez.
- Horizontal/Vertical (2009). Dirección: Nicolás Touzzo.
- Silencios (2009). Dirección: Mercedes García Guevara.

## Teatro
- Fin de semana (1949). Autoría: Noël Coward. Dirección: Paco Silva. Teatro Smart.
- Judith (c. 1949). Autoría: Friedrich Hebbel. Dirección: Miguel Bebán.
- Cómo él le mintió al marido de ella (1952). Autoría: George Bernard Shaw. Dirección: Antonio Cunill Cabanellas. Teatro Universitario de la Facultad de Derecho de la Universidad de Buenos Aires.
- Las tres caras de Eva (1952). Dirección: Antonio Cunill Cabanellas. Teatro Universitario de la Facultad de Derecho de la Universidad de Buenos Aires.
- El regreso del hijo pródigo (c. 1952). Autoría: André Gide. Dirección: Antonio Cunill Cabanellas. Teatro Universitario de la Facultad de Derecho de la Universidad de Buenos Aires.
- Antígona (1952). Dirección: Jean Anouilh. Dirección: Alberto D'Averso. Instituto de Arte Moderno.
- Los caprichos de Mariana (c. 1953). Autoría: Alfred de Musset. Dirección: Alberto D'Averso.
- Amor en septiembre (1953). Autoría: Rafael Beltrán. Dirección: Estaban Serrador.
- Romeo y Jeannette (1953). Autoría: Jean Anouilh. Dirección: Claudia Madero.
- Su noche de bodas (1954). Autoría: Carlos Goichochea y Rogelio Cordone. Dirección: Rocha.
- La mujer de tu juventud (1954). Autoría: Jacques Deval. Dirección: Eduardo Cuitiño.
- La gata sobre el tejado de zinc caliente (1956). Autoría: Tennessee Williams. Dirección: Francisco Petrone. Teatro Odeón.
- Sophie (1957). Autoría: Gloria Alcorta. Dirección: Simone Garmá. Realizada por el Theatre Universitaire Franco-Argentin. Teatro Ateneo.
- Gigí (1957). Autoría: Colette. Dirección: Román Viñoly Barreto.
- Indiscreta (1958). Autoría: Norman Krasna con versión castellana de María Luz Regas y Juan Albornoz. Dirección: Luis Sandrini. Teatro Empire.
- Esta noche mejor no (1958). Autoría: Abel Santa Cruz. Dirección: Luis Sandrini. Teatro Empire.
- Mi adorado embustero (1960). Autoría: Joseph Fields y Peter Vries. Dirección: Román Viñoly Barreto. Teatro Empire.[6]
- Mi bella dama (My Fair Lady, 1961). Autoría: Alan Jay Lerner. Dirección: Roberto Cabrera. Teatro El Nacional.
- Trampa para un hombre solo (1961). Autoría: Robert Thomas. Dirección: José Osuna. Teatro Empire.[7]
- Un domingo en Nueva York (1962). Autoría: Norman Krasna. Dirección: Fernando Ayala. Teatro Buenos Aires.
- Historia de zoológico (1963). Autoría: Edward Albee. Dirección: Marcelo Lavalle. Instituto de Arte Moderno.
- Becket. El honor de Dios (1963). Autoría: Jean Anouilh. Dirección: Mario Rolla. Teatro San Martín.[8]
- El proceso de Mary Dugan (The Trial of Mary Dugan, 1965/1966). Autoría: Bayard Veiller. Dirección: Daniel Tinayre. Teatro Cómico.
- La real cacería del sol (1967). Autoría: Peter Shaffer. Dirección: Lautaro Murúa. El Argentino y Teatro San Martín.
- Pepsie (1968). Autoría: Pierre Edmond Victor con traducción de Augusto Ravé. Dirección: Marcelo Lavalle. Teatro Cómico.
- Plaza Suite (1969/1970). Autoría: Neil Simon. Dirección: Alejandro Doria. Teatro Ateneo.
- El sirviente (1970). Autoría: Robin Maugham. Dirección: Arturo García Buhr. Teatro Empire.
- Luz de gas (1971). Autoría: Patrick Hamilton. Dirección: Marcelo Lavalle. Teatro Liceo.
- La escalera (1971). Autoría: Charles Dyer. Dirección: Marcelo Lavalle. Teatro Liceo.
- Cuarenta quilates (1972). Autoría: Pierre Barillet y Jean Claude Gredy. Dirección: Daniel Tinayre.
- Aplausos (1972). Autoría: Betty Condon y Lee Adams. Dirección: Daniel Tinayre. Teatro Cómico.[9]
- Alfa-Beta (1974/1975). Autoría: Ted Whitehead. Dirección: Constantino Juri.
- Equus (1976/1977). Autoría: Peter Schaffer. Dirección: Cecilio Madanes. Teatro El Nacional.
- Al fin y al cabo es mi vida (1980). Autoría: Brian Clark. Dirección: Agustín Alezzo. Teatro Ateneo.
- Trampa mortal (1981). Autoría: Ira Levin. Dirección: Daniel Tinayre. Teatro Liceo.
- Espacio abierto (1981). Dirección: Agustín Alezzo y Jaime Kogan. Teatro Tabarís y Teatro Picadero.[10]
- Ahora vas a ver lo que te pasa (1983). Autoría: Oscar Viale. Dirección: Beatriz Matar. Xirgu Untref.
- El ombligo (1983). Autoría: Jean Anouilh. Dirección: Julio Ordano, posteriormente Osvaldo Bonet.
- Borges y Perón (1998). Autoría: Enrique Estrazulas. Dirección: Roberto Villanueva. Teatro Nacional Cervantes.[11][12]
- Espejos y laberintos (1999). Selección de textos: Patricia Corradini. Dirección: Leonor Manso. Teatro San Martín (en el marco del II Festival Internacional de Teatro, Música, Danza y Artes Visuales). [13] [14]
- Chippendale y los demonios (2002). Autoría: Carlos Carrique. Dirección: Susana Torres Molina. Teatro Variedades Concert.
- Reconocernos (2002/2008). Dirección: Oscar Barney Finn. Teatro Andamio 90 (2002)[15] y Teatro Municipal Coliseo Podestá (2008).
- Temporada de silencio (2003). Autoría: Beatriz Matar. Dirección: Hugo Urquijo. Teatro Regina (en el marco de Teatrísimo 2003).[16]
- Amor sin barreras. In concert (2004). Autoría: Leonard Bernstein (música) y Stephen Sondheim (letra). Dirección general: Ricky Pashkus. Teatro Maipo.
- Las tres caras de Venus (2005). Autoría: Leopoldo Marechal. Dirección: Lorenzo Quinteros. Teatro Nacional Cervantes.[17][18]
- Ohio Impromptu (2006). Autoría: Samuel Beckett. Dirección: Patricio Orozco. Teatro Beckett (en el marco de la primera edición de Festival Beckett Buenos Aires).[19][20]
- Cita a ciegas (2009). Autoría: Mario Diament. Dirección: Guillermo Cacace. Teatro Regina.
- El último encuentro (2009). Autoría: Sándor Márai. Dirección: Gabriela Izcovich. Teatro La Comedia.[21]
- De casas y melancolías (2010). Idea y dirección: Oscar Barney Finn. Teatro Nacional Cervantes (en el marco de la VIII Feria del Libro Teatral[22]).[23]

## Televisión
- Gran teatro brillante (1958).
- "Mamá tiene dos corazones" y "Desesperadamente vivir" en Su teleteatro familiar Estrella (1963). Autoría: Horacio S. Meyrialle. Dirección: Nicolás del Boca.
- "Calígula"'en el ciclo Teatro Universal, transmitido por Canal 7 (1965). [24]
- "Extraño proceso" (1966). Autoría: Andrés Lizarraga. Puesta: Carlos Gorostiza.
- Soledad (1967). Autoría: Wilfredo Jiménez y Héctor Seguí. Puesta: Carlos Muñoz. Dirección: Enrique Barbé.
- "¿Cuándo nos casamos?" en el ciclo Alta comedia (1971). Autoría: J. B. Priestley con adapación de Alfredo Lima. Dirección: Martha Reguera.
- "El mar profundo y azul" en el ciclo Alta comedia (1971). Autoría: Terence Rattigan con adapación de Jacobo Langsner. Dirección: Alejandro Doria.
- "El proceso de Mary Duggan" en el ciclo Alta comedia (1971). Autoría: Bayard Veillier. Dirección: Martha Reguera.
- Teatro como en el teatro (1972). Puesta: Nino Fortuna Olazábal.
- No hay dos sin tres (1975). Autoría: Gius. Dirección: Miguel Larrarte.
- La posada del sol, transmitida por Canal 13 (1979). Autoría: Carlos Lozano Dana. Dirección: Miguel Larrarte.